# Lars Plantin

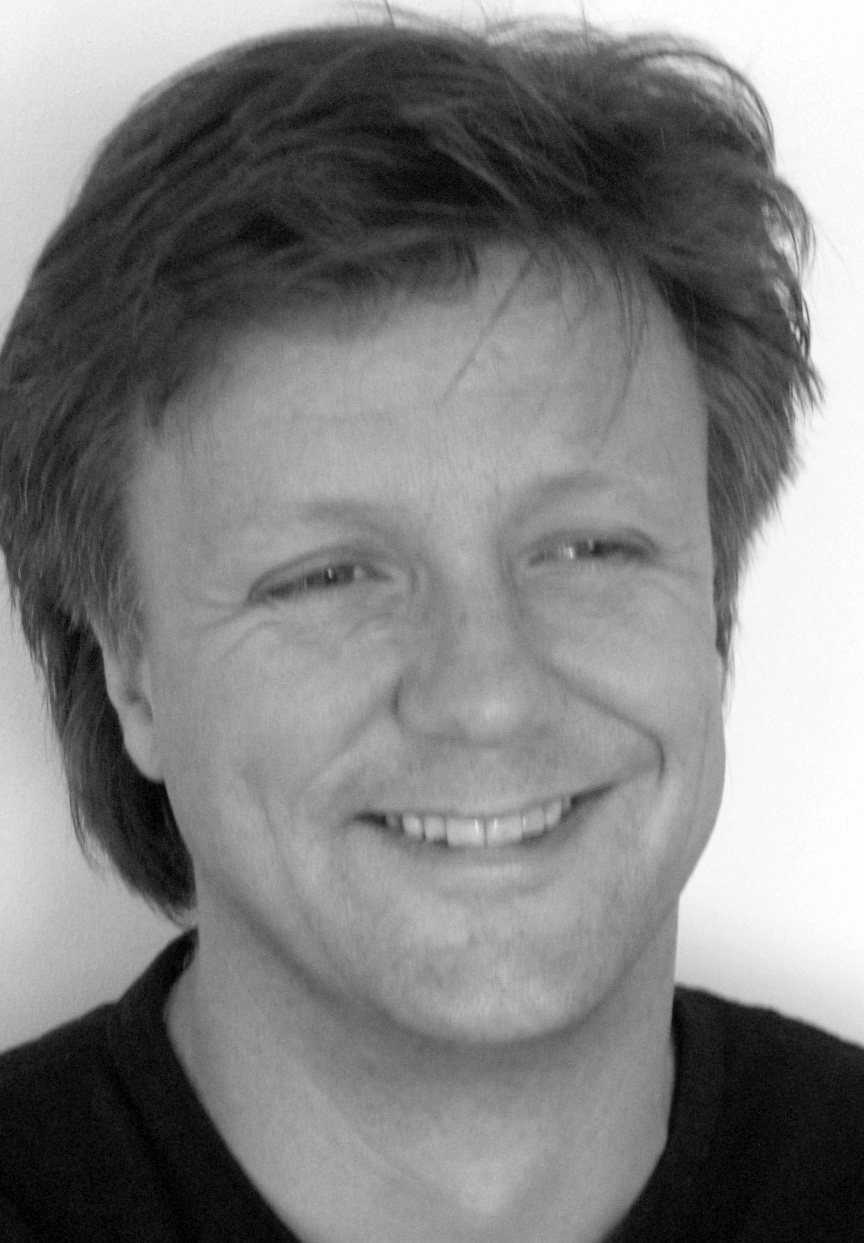
Lars Plantin

Lars Plantin, född 27 september 1966, är en svensk professor i socialt arbete vid Malmö universitet.
Plantin disputerade 2001 vid Göteborgs universitet. Han är prodekan vid Fakulteten för Hälsa och Samhälle vid Malmö universitet och har under 2018–2020 varit ordförande i den universitetsgemensamma kommittén för forskarutbildningen vid Malmö universitet. Han har även varit fakultetsrepresentant och vice ordförande i den universitetsgemensamma forskningsberedningen under många år.  
Sedan 2018 är Plantin också föreståndare för den nationella forskarskolan för yrkesverksamma i socialtjänsten som finansieras av forskningsrådet Forte. 
Plantins forskning har i huvudsak kretsat kring familj och föräldraskap och han är en av grundarna till det Oxfordbaserade nätverket för Europeisk faderskapsforskning (ONEFaR). Plantin har varit Sveriges representant i European Institute for Gender Equality och även arbetat för WHO vid enheten Gender and Health. 